# Brachwitz (Treuenbrietzen)
Brachwitz ist ein Ortsteil der Stadt Treuenbrietzen im Landkreis Potsdam-Mittelmark in Brandenburg.

## Lage
Brachwitz liegt im Norden des Hohen Flämings im Naturpark Nuthe-Nieplitz etwa fünf Kilometer nördlich von Treuenbrietzen. Umliegende Ortschaften sind der zur Gemeinde Linthe gehörende Ortsteil Alt Bork im Norden, der Beelitzer Ortsteil Buchholz im Nordosten, Niebel im Osten, die Stadt Treuenbrietzen im Südosten und Süden, der zur Gemeinde Mühlenfließ gehörende Ortsteil Schlalach im Westen sowie das wiederum zu Linthe gehörende Deutsch Bork im Nordwesten.
In Brachwitz endet die Kreisstraße 6916. Die Bundesstraße 2 von Wittenberg nach Potsdam verläuft etwa zwei Kilometer östlich des Ortes. Zudem verläuft die Bahnstrecke Jüterbog–Nauen östlich des Ortes. Im Norden der Gemarkung befindet sich der historische Dorfkern. Südlich der Brachwitzer Dorfstraße liegt das Wohngebiet Am Winkel sowie daran angrenzend das Wohngebiet Am Berg mit einem Sportplatz und Teich.

## Geschichte
Archäologen konnten bei Grabungen einige Hügelgräberfelder im Süden der Ortschaft sichern und sie in die Bronzezeit datieren. Brachwitz wurde erstmals im Jahr 1327 in einer Urkunde erwähnt. Der Ortsname stammt vermutlich von dem slawischen Personennamen Bratumil ab und weist auf die Besitzgeschichte des Ortes hin. Die Stadt selbst gibt auf einer Informationstafel die Übersetzung Brachovici an, was so viel wie „Brache“ oder „Brachland“ heißt. Im Jahr 1375 hatte Brachwitz 26 Hufen, diese zahlten je fünf Scheffel Roggen und vier Scheffel Hafer an Landpacht.
Die Dorfkirche in Brachwitz wurde Ende des 13. bzw. Anfang des 14. Jahrhunderts errichtet. Bei dem Gebäude handelt es sich um einen Rechteckbau. 1659 gehörte das Dorf dem Berliner Ratsherren Christoph Friese. Er schenkte der Gemeinde zwei Kaseln, die erst bei Sanierungsarbeiten am Bauwerk im 20. Jahrhundert wiederentdeckt wurden und sich im 21. Jahrhundert im Domstift in Brandenburg befinden. 1772 wurde der Kirchturm angebaut sowie die Fenster ersetzt. Die Brachwitzer Dorfkirche ist die einzige Kirche des Landkreises Potsdam-Mittelmark, die beinahe ausschließlich aus Raseneisensteinen erbaut wurde.
Brachwitz lag seit jeher im Königreich Preußen und dort im Regierungsbezirk Potsdam. Am 25. Juli 1952 wurde die Gemeinde dem damals neu gebildeten Kreis Belzig im Bezirk Potsdam zugeordnet. Nach der Wende lag Brachwitz im Landkreis Belzig in Brandenburg und schloss sich zum 11. Februar 1992 dem Amt Treuenbrietzen an. Nach der Kreisreform in Brandenburg am 6. Dezember 1993 kam die Brachwitz schließlich zum neu gebildeten Landkreis Potsdam-Mittelmark. Zum 1. Juni 2002 wurde das Amt Treuenbrietzen aufgelöst und Brachwitz in die Stadt Treuenbrietzen eingemeindet.
Im Januar 2007 wurde Brachwitz durch den Orkan Kyrill stark beschädigt.

## Bevölkerungsentwicklung
| 1875 | 270 | 1939 | 323 | 1981 | 235 |
| 1890 | 294 | 1946 | 384 | 1985 | 211 |
| 1910 | 296 | 1950 | 363 | 1989 | 207 |
| 1925 | 319 | 1964 | 291 | 1995 | 194 |
| 1933 | 336 | 1971 | 289 | 2001 | 207 |

## Sehenswürdigkeiten
- Die Dorfkirche ist eine spätgotische Saalkirche, die überwiegend aus Raseneisensteinen errichtet wurde. In ihrem Innern steht unter anderem ein Kanzelaltar aus der ersten Hälfte des 18. Jahrhunderts. Die erste Orgel wurde 1796 von dem Treuenbrietzener Orgelbauer Johann Tobias Turley (1773–1829) gebaut. 1845 erhielt die Kirche eine neue Orgel von Gottfried Wilhelm Baer, wobei der ursprüngliche Prospekt erhalten wurde.[7]

## Nachweise
1. ↑  Müllers Großes Deutsches Ortsbuch 2012: Vollständiges Ortslexikon. 33. überarb. und erw. Ausg., Walter de Gruyter, Berlin und Boston 2012, ISBN 978-3-11-027420-2, Online bei Google Books, S. 181
2. ↑  Informationstafel: Brachwitz, aufgestellt nordöstlich der Kirche, März 2018.
3. 1 2  Brachwitz (Ev. Dorfkirche)/Ortsgeschichte. In: fu-berlin.de. Abgerufen am 29. Juni 2017.
4. ↑  Brachwitz im Geschichtlichen Ortsverzeichnis. Abgerufen am 29. Juni 2017.
5. ↑  Brachwitz in der RBB-Sendung Landschleicher. In: rbb-online.de. 27. November 2016, abgerufen am 29. Juni 2017.
6. ↑  Historisches Gemeindeverzeichnis des Landes Brandenburg 1875 bis 2005. (PDF; 331 kB) Landkreis Potsdam-Mittelmark. Landesbetrieb für Datenverarbeitung und Statistik Land Brandenburg, Dezember 2006, abgerufen am 29. Juni 2017.
7. ↑  Brachwitz (bei Potsdam), Deutschland (Brandenburg) – Dorfkirche. In: orgbase.nl, abgerufen am 16. September 2021.